# Idiogomphoides emmeli
Idiogomphoides emmeli là loài chuồn chuồn trong họ Gomphidae. Loài này được Belle miêu tả khoa học đầu tiên năm 1995.